# Sofiane Ammour
Sofiane Ammour est un footballeur algérien né le 12 avril 1986 à Oran. Il évolue au poste de milieu de terrain au GC Mascara.

## Biographie
Il joue en Division 1 avec les clubs de l'ASM Oran, du CA Bordj Bou Arreridj, du MC Oran, et de la JS Saoura.

## Palmarès
- Vice-champion d'Algérie en 2016 avec la JS Saoura.